# Amidou Dossou
Pour les articles homonymes, voir Dossou.
Amidou Dossou est un sculpteur béninois né le 17 juin 1965 à Cové, spécialisé dans la production de masques Gèlèdé. 
Ses masques en bois aux formes complexes, parfois dotés d'articulations ou d'incrustations diverses (perles, miroirs) sont, contrairement à la tradition Gèdèlé, peints de couleurs industrielles vives. Les masques d'Amidou ont rencontré le succès auprès des acheteurs américains et européens et sont, à Cové, l'objet de sorties spectaculaires ayant des allures de carnaval. Paradoxalement, le succès commercial de cette entreprise familiale, dirigée par son père, Tidjani, rend difficile la participation d'Amidou aux grandes expositions, car ses œuvres, très demandées, sont difficiles à réunir. Le public européen a pu donc les découvrir dès 1989, lors de l'exposition des Magiciens de la terre, ou bien en se rendant directement sur place. Son frère cadet Kifouli Dossou (né en 1978), est lui aussi un prolifique sculpteur de masques Gèlèdé.